# Djuptjärnen (Sidensjö socken, Ångermanland)
Djuptjärnen är en sjö i Örnsköldsviks kommun i Ångermanland och ingår i Ångermanälvens huvudavrinningsområde. Sjön har en area på 0,0594 kvadratkilometer och ligger 288,1 meter över havet.

## Delavrinningsområde
Djuptjärnen ingår i det delavrinningsområde (701891-160544) som SMHI kallar för Mynnar i Gäddtjärnbäcken. Medelhöjden är 307 meter över havet och ytan är 3,83 kvadratkilometer. Det finns inga avrinningsområden uppströms utan avrinningsområdet är högsta punkten. Vattendraget som avvattnar avrinningsområdet har biflödesordning 4, vilket innebär att vattnet flödar genom totalt 4 vattendrag innan det når havet efter 37 kilometer. Avrinningsområdet består mestadels av skog (91 procent). Avrinningsområdet har 0,06 kvadratkilometer vattenytor vilket ger det en sjöprocent på 1,5 procent.